# David Weller
David Weller (* 11. Februar 1957 in Portmore) ist ein ehemaliger jamaikanischer Bahnradsportler.
Dreimal startete David Weller bei Olympischen Sommerspielen: 1976 in Montreal belegte er im 1000-Meter-Zeitfahren Rang elf, 1980 in Moskau gewann er die Bronzemedaille im 1000-Meter-Zeitfahren und 1984 in Los Angeles kam er in derselben Disziplin auf Platz sechs.
International startete Weller zudem bei Panamerikanischen Spielen und bei Commonwealth Games. Bei den Panamerikanischen Spielen 1975 in Mexiko-Stadt und 1979 in San Juan errang er jeweils die Silbermedaille über den Kilometer, 1983 in Caracas die Bronzemedaille. Er gewann insgesamt zehn nationale Titel im Bahnradsport. 1978 gewann er das 1000-Meter-Zeitfahren bei den Zentralamerika- und Karibikspielen sowie den Sprint.
Bei den Commonwealth Games 1978 in Edmonton gewann Weller die Bronzemedaille im Sprint.  Zudem errang er 1978 zwei Goldmedaillen bei den Zentralamerika- und Karibikspielen.
Bis heute (Stand 2021) ist David Weller der einzige jamaikanische Sportler, der eine olympische Medaille in einer anderen Sportart als in der Leichtathletik gewann. 1979 und 1980 war er Jamaikas Sportler des Jahres.